# Aeródromo Gilberto Lavaque
El Aeródromo Gilberto Lavaque (OACI: SA02) es un aeropuerto ubicado 6 km al nordeste de la ciudad de Cafayate, Provincia de Salta, Argentina. Tiene su acceso sobre la Ruta Nacional 68. ciudad turística desde Salta atravesando la Quebrada de las Conchas, ya que está ubicado a unos kilómetros del caso urbano, sobre la ruta nacional 68. Fue inaugurado por el Dr Carlos Menem en agosto de 1999.